# Fernand Camus
Pour les articles homonymes, voir Camus.
Fernand Camus, né le 30 avril 1852 à Cholet (Maine-et-Loire) et mort le 28 mai 1922 à Paris 13e, est un médecin et botaniste français.

## Biographie
Né à Cholet, Fernand Antonin Camus est le fils de Jean Antoine Camus et de Marie Louise Charbonneau. Il fait ses études secondaires à Angers puis ses études de médecine à Nantes. Médecin choletais, il est un remarquable botaniste, spécialiste de cryptogames et particulièrement des bryophytes. Il est intarissable sur le sujet allant jusqu'à délaisser son métier d'origine pour sa passion. Le Puy-Saint-Bonnet est un de ses lieux de prédilection pour de fructueuses collectes. 
En 1875-1876, il est praticien à l’hôpital militaire de Rennes. En 1877, il travaille au laboratoire de la Sorbonne. En 1880, il est médecin au muséum de la Sorbonne et s'occupe de l'herbier d'Ernest Cosson. En 1875, il intègre la Société botanique de France ; il devient secrétaire-rédacteur des bulletins de la Société en 1908.
En 1882, il fait don au musée municipal de Cholet, nouvellement créé dans sa ville natale par son collègue le docteur Léon Pissot, d'un herbier comportant une centaine de plantes. Celui-ci va s'enrichir peu à peu jusqu'à constituer une collection de près de 3 000 variétés (Herbier Camus),, toujours conservé aujourd'hui par la Société des sciences, lettres et arts de Cholet et de sa région.
En 1888, il est docteur-médecin et professeur à l'école de la rue Jean-Lantier, à Paris 

## Publications

### Comme médecin
- Contribution à l’étude du zona de la face, Imp. Tolmer et Cie, 1880, 48 pages

### Comme botaniste
Il a écrit quelques articles pour le bulletin de la SLA, dont:
- Exposé des travaux des sections d'Histoire Naturelle (1884, pages 141 à 143) ;
- Sur les collections bryologiques du musée régional de Cholet : l'herbier des mousses et des hépatiques des environs et de l'arrondissement (1890, pages 497 à 508) ;
- Lettre à Monsieur le Président Léon Pissot (1890, page 515).

Autres articles à portée nationale :
- Nouvelles glanures bryologiques dans la flore Parisienne, dans le Bulletin de la Société botanique de France, t.40, 1893. p. 361-366
- Notes sur les récoltes bryologiques de M.P. Mabille en Corse, dans la Revue Bryologique, t. 22, 1895, p. 65-74
- Note préliminaire sur un voyage bryologique en Corse, dans la Revue Bryologique, t.29, 1902, p. 17-26
- Quelques raretés de la Flore bryologique française, dans la Revue Bryologique,  t.29, 1902, p. 26
- Muscinées recueillies en Corse en mai et juin 1901, dans le Bulletin de la Société botanique de France, t.24, 1903, p. 38-62
- Catalogue des sphaignes de la flore parisienne, dans le Bulletin de la Société botanique de France, t.50, fasc.3, 1903, p. 239-252 & p. 272-289
- Révision des espèces du genre sphagnum contenues dans l'herbier du Dr Sauzé, Niort: Bulletin de la Société botanique des Deux-Sèvres, 1905, t. XVII; février-mars 1906, p. 172